# Пабло Аморсоло
Пабло Куэто Аморсоло (26 июня 1898 года — 21 февраля 1945 года) — филиппинский художник, младший брат Филиппинского художника Фернандо Аморсоло.

## Биография
Пабло Аморсоло родился в городе Даэте провинции Камаринес Норте (Daet, Camarines Norte) Филиппины. Его отец, бухгалтер Педро Аморсоло, мать — Бонифацмя Куэто. Когда мальчику исполнилось восемь лет, его семья переехала в Манилу.
Во время Второй Мировой Войны Аморсоло оказался на оккупированной территории.
В 1945 году он был схвачен партизанами и расстрелян. Похоронен он на кладбище город Антиполо, Ризал в 1945 году.

## Образование
Пабло Аморсоло учился живописи под руководством своего дяди, художника Фабиана де ла Роса. После окончания начальной школы Аморсоло учился в лицее Манилы. В 1924 году он окончил школу изящных искусств в Филиппинском университете.
Через два года после зачисления студентом в Филиппинском университете, он был назначен ассистентом-преподавателем живописи. Преподавал Аморсоло живопись до начала Второй мировой войны.

## Карьера
Аморсоло был приверженцем как классических, так и современных форм искусства. В 1930-е годы он рисовал иллюстрации для Филиппинских журналов, таких как «Graphic», «Tribune», «La Vanguardia», «Herald» и «Manila Times». Он был также известным мастером портретной живописи. Аморсоло рисовал людей из разных слоев общества и разных возрастных групп — там, где мог показать своё умение раскрыть особенности личности человека. Он также создал произведения, связанные с Филиппинской истории. Примерами его исторических картин являются Магеллан и Туземцы и Открытие Филиппин. Последняя картины была написана в 1944 году.
Большинство картин Пабло Аморсоло были уничтожены пожаром, который произошел в 1945 году.

## Галерея

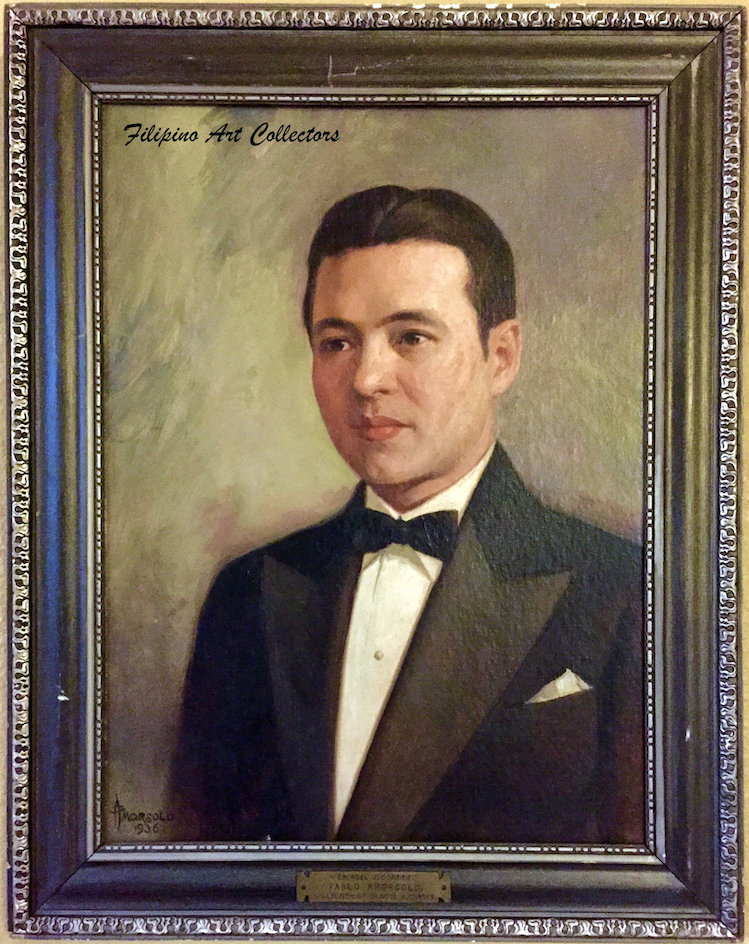
Пабло Аморсоло. Портрет доктора van Noel Coertes
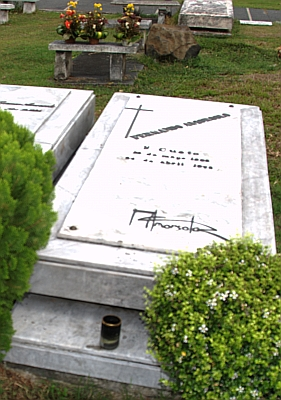
Могила  Fernando Amorsolo в Marikina City

## Работы
- Фердинанд Магеллан и туземцы
- Пиро, холст, масло 183 х 138 мм, 1930[7]
- Открытие Филиппин, 1945